# Danny Graham
Daniel William Anthony Graham (Gateshead, Inglaterra, 12 de agosto de 1985) es un exfutbolista inglés que jugaba como delantero.

## Trayectoria
Danny Graham inició su carrera en Chester-le-Street Town, en la North League, antes de unirse al equipo Middlesbrough en 2003. En la temporada 2003-04 fue cedido al Darlington de la Tercera División Inglesa, equipo en el que anotó dos goles en nueve partidos de liga. Graham debutó en el Middlesbrough el 3 de octubre de 2004 frente al Manchester United, en un partido en el que empezó como suplente y que finalizó con empate a uno. El futbolista anotaría su primer gol con el equipo tres semanas después en la Copa de la Liga contra el Coventry City, y anotó su primer gol en la Premier League el 27 de febrero de 2005 en contra del Charlton Athletic. A pesar de haber jugado en el Middlesbrough, tanto en la Premier League como en Copa de la UEFA, Graham fue incapaz de asegurarse un puesto en la alineación titular. Solo salió como titular en la liga en un partido ante el Fulham al final de la temporada 2005-06, que finalizó con la derrota de su equipo por 1-0 . En junio de 2006, el Middlesbrough confirmó que estaban dispuestos a dejar ir al jugador para que tuviera mas actividad.
La siguiente temporada, Graham fue cedido al Derby County y al Leeds United, pero no encontró puerta en ninguno de los dos equipos. Graham posteriormente fue cedido al Blackpool al inicio de la temporada 2006-07, donde anotó un gol en contra del Bristol City. A finales de 2006, Graham se fue al Carlisle United en calidad de préstamo futbolístico para luego volver al Middlesbrough. El 5 de febrero de 2007, después de jugar tan sólo dos partidos debido a una lesión en la pierna, regresó a Brunton Park después de recuperarse para completar los tres meses restantes como préstamo. En su partido final como préstamo jugó en contra del Bristol City y anotó el único gol del Carlisle, en una derrota por 3-1. Durante dos temporadas jugando comp préstamo en Carlisle, anotó 7 goles en 11 partidos. El 10 de mayo de 2007, el Middlesbrough concedio la carta de libertad a Graham, que firmó el 6 de junio del mismo año un contrato de dos años con el Carlisle United.
Graham comenzó la temporada 2007-08 en buena forma, y fue el máximo goleador de la división entre agosto y octubre. Entre sus goles destaca uno anotado contra su antiguo club el Leeds United. Sin embargo tras este gol, el 13 de octubre de 2007, Graham no volvió a anotar en cinco meses, hasta el 2 de febrero de 2008. Daniel Graham hizo su aparición número 100 como jugador del Carlisle United contra el Nottingham Forest en el estadio City Ground, el 3 de marzo de 2008, partido en el que anotó el gol del triunfo en una victoria por 1-0.
Graham también comenzó la temporada 2008-09 con un buen resultado goleador: 13 goles entre los meses de agosto y diciembre. Los rumores vinculaban a Graham con un movimiento de 250 000 £ en el que estaban implicados dos equipos, el Preston North End o el Huddersfield, pero, al final de la ventana de fichajes, no se consolidó ningún intercambio.
Después de varios intentos fallidos por parte del equipo Carlisle con intención de renovar el contrato de Graham, el jugador se unió al Watford, club con el que firmó un contrato de dos años el día 2 de julio de 2009. El tribunal del mercado de fichajes decidió  que el club Watford debía pagar una suma inicial de 200 000 £ como indemnización a Carlisle, suma que finalmente se elevó a 350 000 €. Graham anotó numerosos goles para el Watford en la pre-temporada, y marcó en su debut para la competición oficial del el club en un empate 1-1 frente al Doncaster Rovers en el estadio Vicarage Road. El 5 de abril de 2010, Graham anotó desde 22 metros para dar a Watford el liderazgo tras un empate con resultado 1-1 con el West Bromwich Albion. Graham terminó esta temporada temporada como máximo goleador del equipo Watford, con un total de 14 goles en Premier League.
El 15 de enero de 2011 contra el equipo Derby County, Graham igualó el récord del Watford de máximos goles anotados en partidos consecutivamente así como el récord de encontrar portería con mas frecuencia en los partidos. Graham sostuvo su racha goleadora, acabando la temporada como máximo goleador de la Premier League de la temporada 2010-11, con un total 24 goles en esta competición. Graham fue nombrado jugador de la temporada en el año 2011, también recibió el premio PFA al equipo del año, y también fue votado jugador de la temporada para el Watford FC.
En mayo de 2011 el Watford FC recibió y rechazó una oferta de fichaje por parte del equipo Queens Park Rangers que ofrecía una suma de 2 500 000 £ por los servicios del jugador Daniel Graham. El 4 de junio de 2011, el club aceptó una oferta de 3 500 000 £ de parte del Swansea City.
El 7 de junio de 2011, Graham completó su movimiento hacia el recién ascendido a la Premier League, el Swansea City, traspaso que se realizó por una suma de 3 500 000 £. Danny Graham anotó su primer gol oficial el 6 de agosto de 2011, en un amistoso de pretemporada contra el Real Betis en el Liberty Stadium. Él anotó su primera tanto el 2 de octubre de 2011 en una victoria por 2-0 en casa ante el Stoke City. La semana siguiente, Graham anotó su segundo gol con la camiseta del Swansea, en una derrota por 3-1 ante el club Norwich City. Graham anotó su tercer gol el 22 de octubre, en un empate 2-2 ante el Wolverhampton Wanderers. El 29 de octubre, marcó su cuarto gol tras varios partidos, en la victoria por 3-1 contra el Bolton Wanderers Football Club, partido en el que también anotó un gol en propia meta. Graham anotó su quinto gol en el 10 de diciembre contra el Fulham FC. en el minuto 90, tras ser sustituido por Leroy Lita. Su sexto gol de la temporada llegó el 27 de diciembre de 2011, a los 14 minutos contra el conjunto Queens Park Rangers. Su séptimo gol de la temporada fue el 15 de enero de 2012 en el minuto 70 contra el Arsenal, dándole la victoria a su equipo. Graham también anotó un para el Swansea en un 2-1 jugando como local frente al West Bromwich Albion F. C., partido que terminó como victoria bajo temporal de nieve el día 5 de febrero de 2012. el 11 de febrero de 2012 anotó dos goles en contra el equipo Norwich City, partido que culminó con una decepcionante derrota de resultado 3-2 tras un gran esfuerzo del Swansea City.
En enero de 2013, el jugador firmó un contrato con el Sunderland Association Football Club de la Premier League inglesa.

## Selección nacional
Fue internacional con la selección de fútbol sub-20 de Inglaterra.

## Clubes
| Club                                   | País       | Año       |
| -------------------------------------- | ---------- | --------- |
| Middlesbrough F. C.                    | Inglaterra | 2004-2007 |
| Darlington F. C. (cedido)              | Inglaterra | 2004      |
| Derby County F. C. (cedido)            | Inglaterra | 2005-2006 |
| Leeds United F. C. (cedido)            | Inglaterra | 2006      |
| Blackpool F. C. (cedido)               | Inglaterra | 2006      |
| Carlisle United F. C. (cedido)         | Inglaterra | 2007      |
| Carlisle United F. C.                  | Inglaterra | 2007-2009 |
| Watford F. C.                          | Inglaterra | 2009-2011 |
| Swansea City A. F. C.                  | Gales      | 2011-2013 |
| Sunderland A. F. C.                    | Inglaterra | 2013-2016 |
| Hull City A. F. C. (cedido)            | Inglaterra | 2013-2014 |
| Middlesbrough F. C. (cedido)           | Inglaterra | 2014      |
| Wolverhampton Wanderers F. C. (cedido) | Inglaterra | 2014      |
| Blackburn Rovers F. C. (cedido)        | Inglaterra | 2016      |
| Blackburn Rovers F. C.                 | Inglaterra | 2016-2020 |
| Sunderland A. F. C.                    | Inglaterra | 2020-2021 |